# Bruntálští z Vrbna
Bruntálští z Vrbna (též jen páni z Vrbna, německy Wrbna-Freudenthal nebo von Würben und Freudenthal, polsky (panowie) z Wierzbnej) byl šlechtický rod původem ze Slezska, připomínaný již ve 13. století. 
Během 16. století pronikli na severní Moravu. Kromě slezského Bruntálu vlastnili i řadu dalších významných sídel (Helfštýn, Hlučín) a zastávali vysoké zemské úřady. V roce 1624 získali hraběcí titul a později se usadili v Čechách (Hořovice). V Českém království zastávali členové tohoto rodu úřady v zemské správě, později se uplatnili i ve vysokých dvorských funkcích ve Vídni. Čtyři z nich získali Řád zlatého rouna. K nejvýznamnějším osobnostem rodu patřil Rudolf Jan Bruntálský z Vrbna (1761–1823), který na panství Hořovice podnítil rozvoj železářského průmyslu. Jeho potomkům do roku 1945 patřily velkostatky Jaroměřice nad Rokytnou a Holešov. Rod vymřel v roce 1976.

## Dějiny rodu

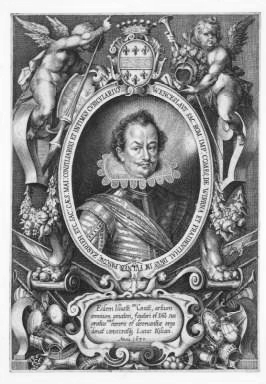
Václav Bruntálský z Vrbna (1589–1649), od roku 1624 říšský hrabě

Rod pánů z Vrbna odvozoval svůj původ od Vrbna ve Slezsku (nynější vesnice Wierzbna v polském Dolnoslezském vojvodství). První doložené zmínky o rodu se datují k roku 1223, respektive 1241. Většího významu nabyli až počátkem 16. století, kdy do dědičného vlastnictví získali panství Bruntál (1506), od nějž také pochází rodové jméno. S bruntálským panstvím získali rozsáhlé lesy a také doly na zlato a stříbro. Hynek starší Bruntálský z Vrbna (1534–1596) ve své kariéře dosáhl až na úřad moravského zemského hejtmana (1590–1594) a rostoucí prestiž rodu se promítla v rozsáhlé přestavbě bruntálského hradu na renesanční zámek. Bruntál navštívili císařové Rudolf II. a Matyáš, zastavil se tu i Fridrich Falcký. Hynek starší přestavoval i další získaná sídla (Branná, Náměšť) a zatížil tím rodové finance i pro příští generace.
Někteří členové rodu se aktivně zapojili do stavovského povstání v letech 1618–1620, což v následných konfiskacích přivodilo značné majetkové ztráty. Hynkův syn Jiří Bruntálský z Vrbna (1570–1622) se v době povstání stal moravským nejvyšším sudím a po Bílé hoře zemřel ve vězení na Špilberku. Posmrtně mu byl zabaven rozsáhlý majetek (Lipník nad Bečvou, Helfštýn). Kmenové rodové panství Bruntál tehdy vlastnil Jan mladší (1590–1642), který se v době povstání stal opavským zemským hejtmanem a jako odsouzenec pak odešel do exilu. I když v pobělohorských konfiskacích rod ztratil řadu velkých panství, jiní Bruntálští naopak na pobělohorské době profitovali a položili základy rodového bohatství až do 20. století.
Hraběcí hořovická větev

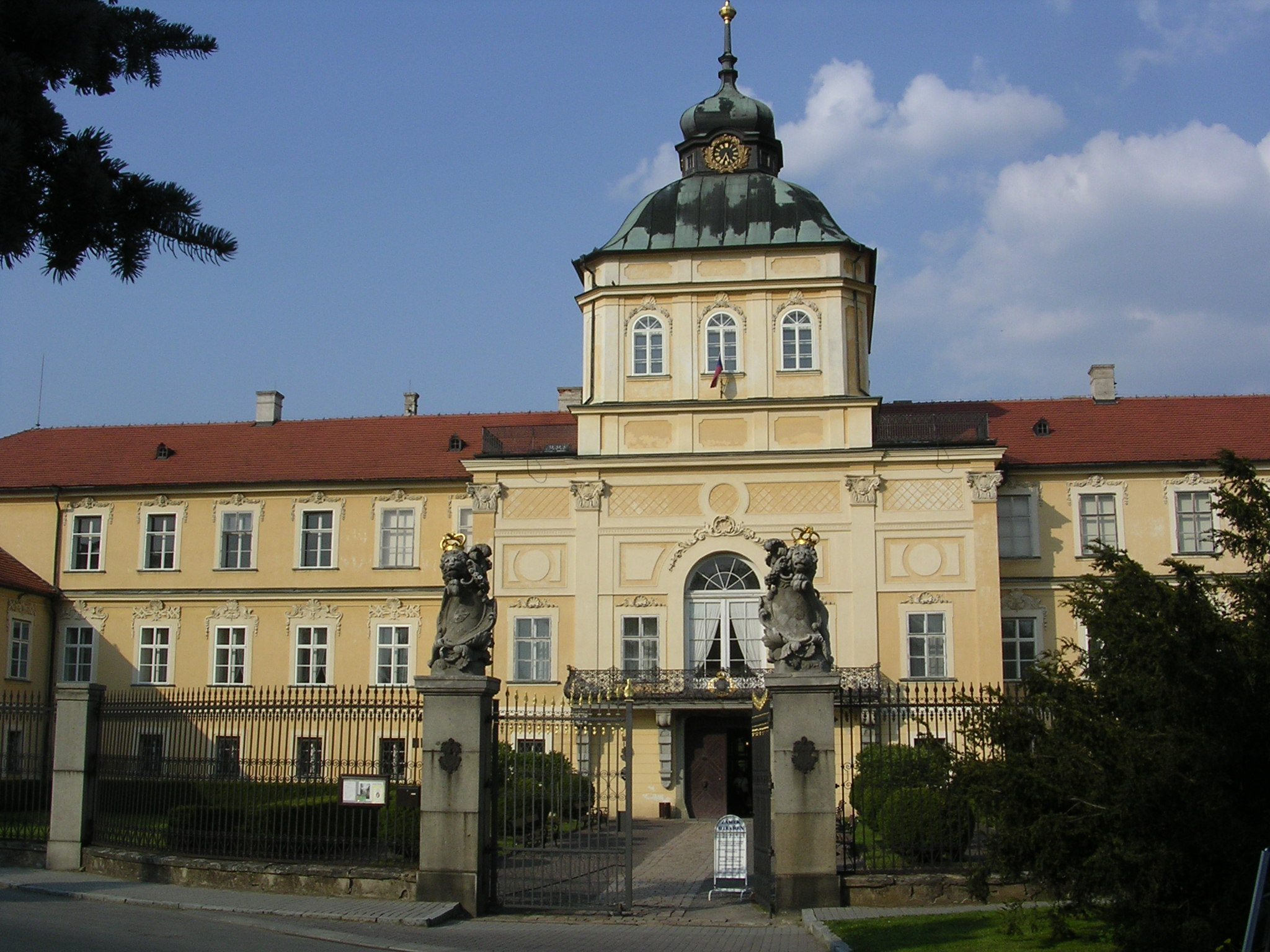
zámek Hořovice, hlavní rodové sídlo v 17.–19. století

Na počátku nejvýznamnější rodové linie stál opavský hejtman Štěpán Bruntálský (†1567), který vlastnil Hlučín. Jeho potomci rozdělili rod dále na větev slezskou a českou. Ze slezské linie Jiří Štěpán (1615–1682) vynikl jako plukovník v třicetileté válce, v roce 1652 byl povýšen na říšského hraběte a získal řadu statků na Moravě (Velké Heraltice, Lysice, Letovice). Jeho syn Ferdinand Oktavián se oženil se šlesvicko-holštýnsko-sonderburskou vévodkyní Marií Sibylou, čímž se rod Bruntálských z Vrbna stal příbuzensky spřízněným s většinou evropských knížecích dvorů.
Z dalšího potomstva Jiřího Štěpána zdědil Václav Albrecht (1659–1732) po vymření rodu Berků z Dubé rozsáhlé panství Rychmburk ve východních Čechách, které však prodal, nadále ale vlastnil Velké Heraltice. Tato odnož zanikla smrtí jeho syna Karla Václava (1716–1757), který padl za sedmileté války v bitvě u Vratislavi.
Předkem jediné linie přežívající až do 20. století, označované jako hořovická, byl Václav Bruntálský z Vrbna (1589–1649), který zastával řadu úřadů v pobělohorské době a v roce 1624 získal titul říšského hraběte. Prodal sice Hlučín, ale mezitím koupil Fulnek a Paskov, kde nechal postavit zámek. Jako první z Bruntálských také získal majetek v Čechách. Jeho syn Jan František (1634–1705) díky spříznění s rodem Martiniců získal Hořovice a postupně své aktivity přesunul do Čech, nakonec byl českým nejvyšším hofmistrem a nejvyšším kancléřem. Jeho potomci taktéž zastávali vysoké posty ve správě Českého království, během 18. století ale nakonec na několik generací zakotvili v nejvyšších úřadech u císařského dvora ve Vídni.
Hrabě Rudolf (1761–1823) proslul především jako průkopník průmyslového podnikání (železárny v Komárově), také on ale zastával vysoké posty u dvora. Jeho potomci nakonec Hořovice prodali (1852), významným ziskem bylo ale dědictví Holešova, které získali téhož roku. Rudolf (1831–1893) vyvinul značné úsilí o získání dědictví po vymřelém spřízněném rodu Kouniců, ale až jeho syn Rudolf Kristián (1864–1927) získal v roce 1897 Jaroměřice nad Rokytnou, o rok později mu byl přiznán nárok na užívání spojeného erbu a jména Vrbnů a Kouniců (1898; Wrbna-Kaunitz-Rietberg-Questenberg und Freudenthal). Rudolf Kristián navíc posílil rodovou prestiž manželstvím s bavorskou princeznou Elvírou (1868–1943), sestřenicí bavorského krále Ludvíka III.
Veškerý majetek Bruntálských z Vrbna v Československu byl zkonfiskován v roce 1945, posledním potomkem rodu byl syn Rudolfa Kristiána hrabě Alfons (1892–1976), který uhořel při požáru svého domu v Mnichově. Jím rod vymřel.

## Přehled majetku rodu
- Branná (1581–1614)
- Bruntál (1506–1621)
- Frýdek–Místek (1584–1631)
- Fulnek (1622–1788)
- Helfštýn (1592–1622)
- Hlučín (1542–1629)
- Holešov (1852–1945)
- Hořovice (1690–1852)

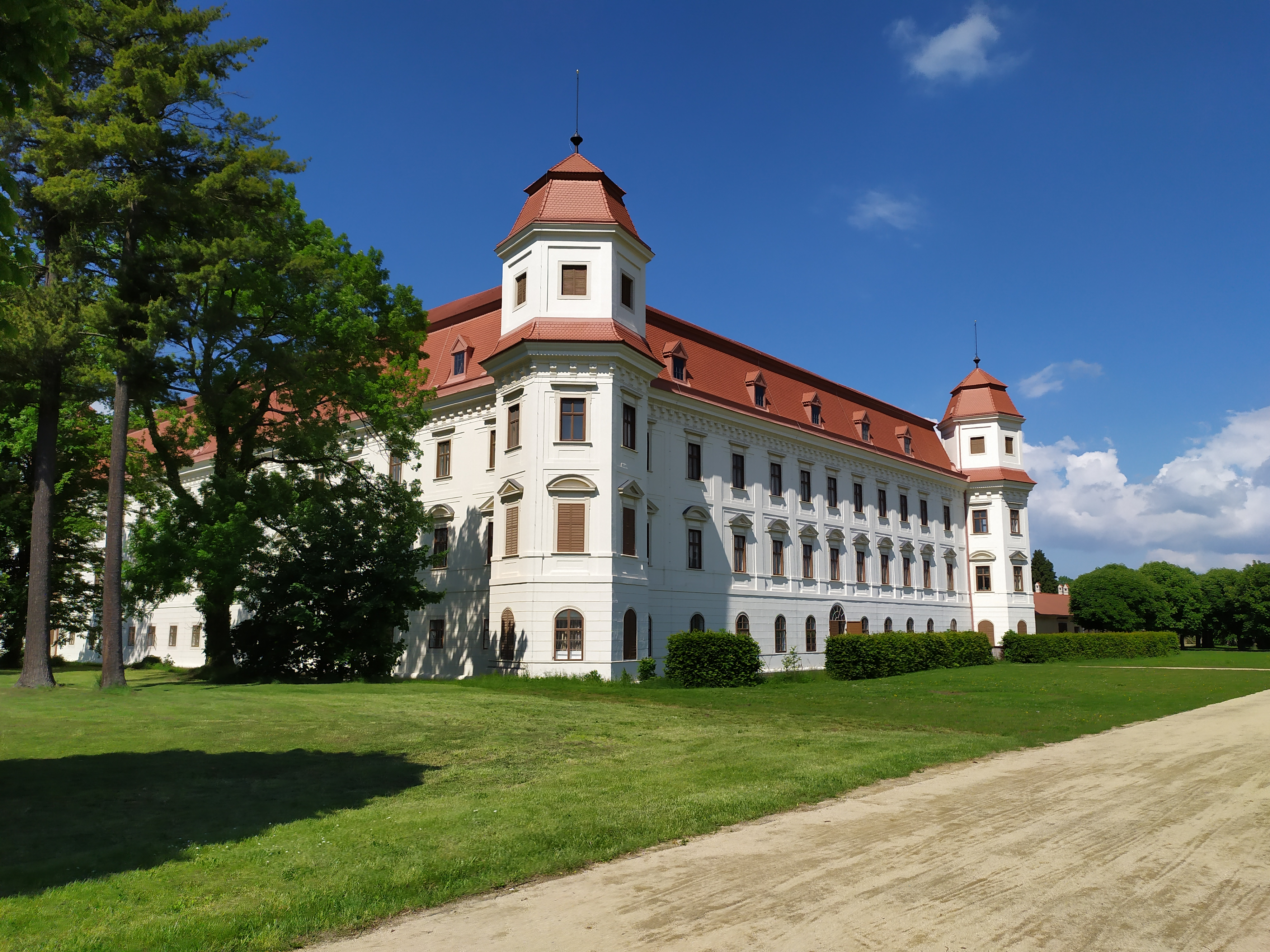
Zámek Holešov, majetek rodu v letech 1852–1945

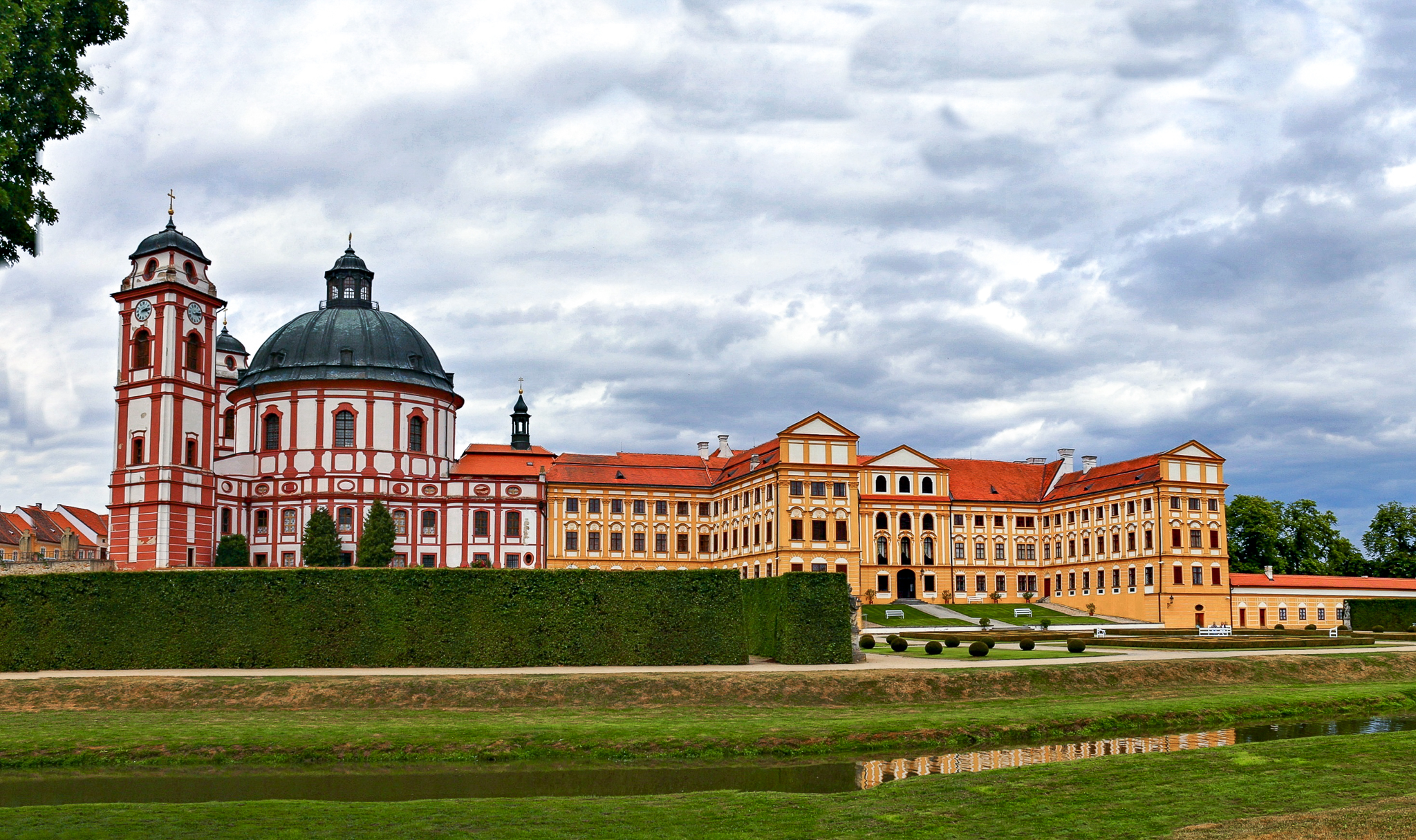
Zámek Jaroměřice nad Rokytnou, majetek rodu v letech1897–1945

- Jaroměřice nad Rokytnou (1897–1945)
- Jince (1806–1852)
- Letovice (1642–1664)
- Krnsko (1726–1798)
- Náměšť na Hané (1534–1600)
- Paskov (1634–1690)
- Studénka (1634–1722)
- Štemplovec (1564–1617)
- Velká Bystřice (1578–1610)
- Velké Heraltice (1522–1600, 1668–1720, 1767–1840)

## Významné osobnosti rodu

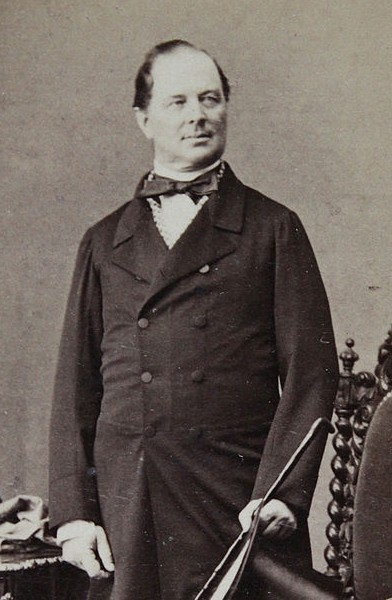
Rudolf Eugen Bruntálský z Vrbna (1813–1883), místopředseda rakouské Panské sněmovny a generální intendant dvorských divadel

- Fasold († 1307), polomytická postava, jeho jméno je spojeno s pověstmi o Nibelunzích
- Jindřich († 1319), biskup vratislavský
- Jan († 1319-1324),
- Štěpán († 1347), kanovník ve Vratislavi, stolník
- Hynek starší (1534–1596), moravský zemský hejtman
- Jan mladší (1590–1642), zemský hejtman v Opavsku
- Jan František (1634–1705), Nejvyšší kancléř Českého království
- Václav Albrecht (1659–1732), císařský komorník, hejtman několika krajů, tajný rada
- Josef František (1675–1755), nejvyšší sudí Českého království
- Václav Michal (1709–1755), nejvyšší sudí na Moravě
- Karel Václav (1716–1757), generál císařské armády, padl v bitvě u Vratislavi
- Eugen Václav (1728–1789), nejvyšší maršálek císařského dvora
- Rudolf Jan (1761–1823), nejvyšší komorník císařského dvora
- Eugen Dominik (1786–1848), nejvyšší štolba císařského dvora
- Ladislav (1795–1849), c.k. polní podmaršál, velitel ve Veroně
- Rudolf Eugen (1813–1883), místopředseda panské sněmovny
- Rudolf Wrbna-Freudenthal (1831–1893), major v c. k. armádě, oženil se s uherskou šlechtičnou Wilhelmine von Salamon, rozenou Kiss de Nemeskér (†1916), jeho syn Rudolf Kristián z Wrbna-Kounic pojal za manželku princeznu Elvíru Bavorskou (1868–1943)[1]

## Galerie

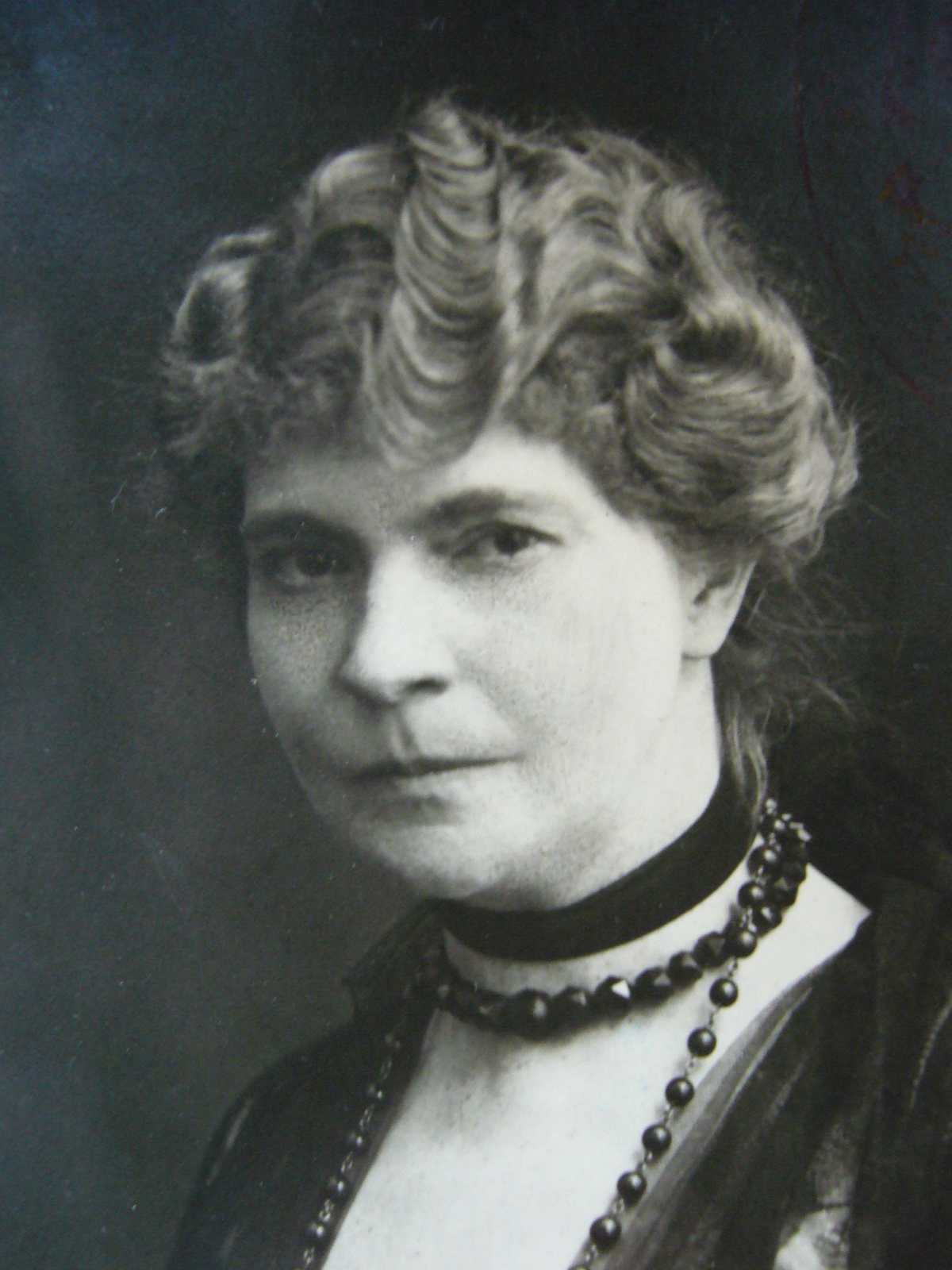
Princezna Elvíra Bavorská, provdaná hraběnka Bruntálská z Vrbna
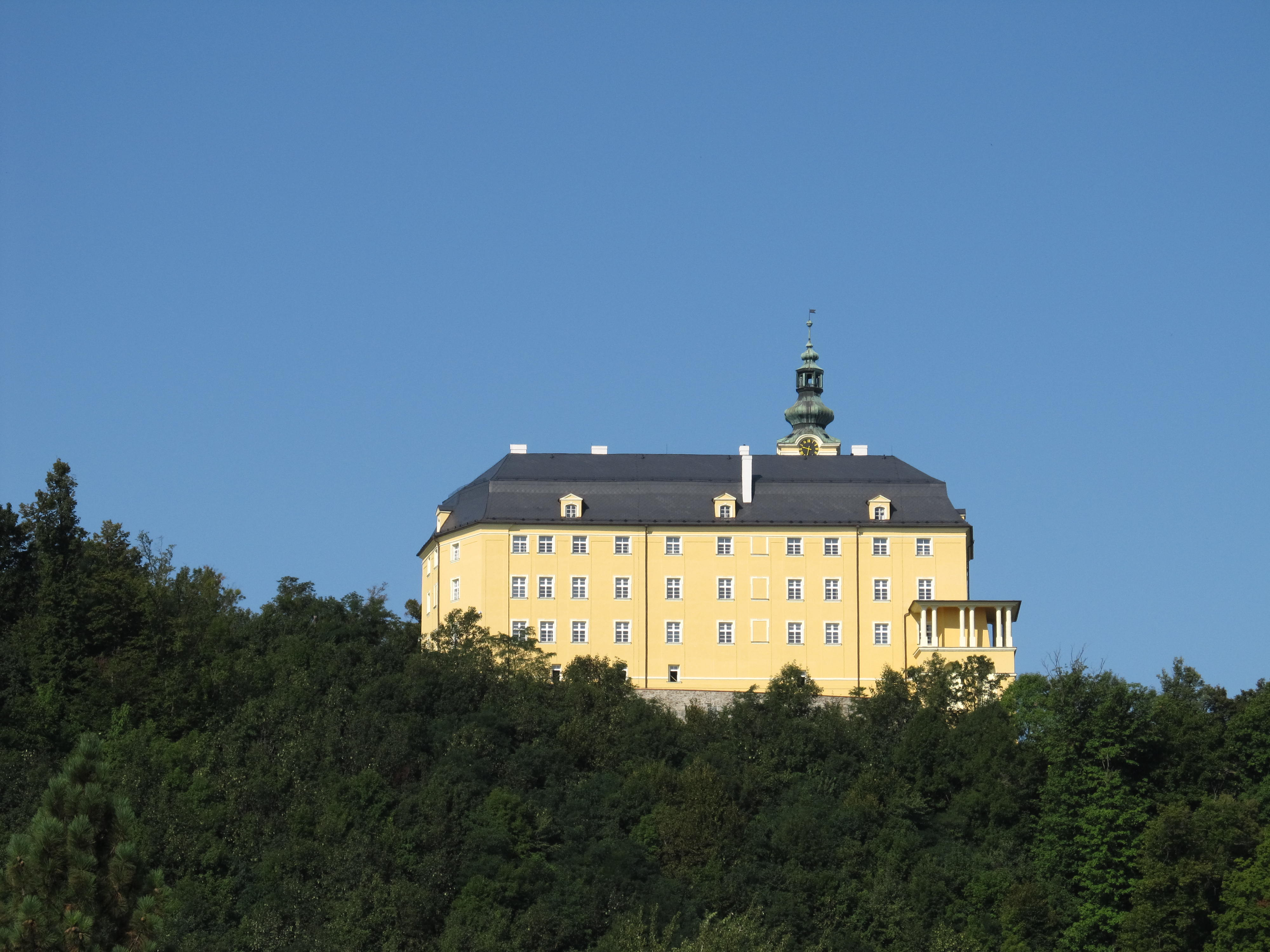
Zámek Fulnek, majetek rodu v letech 1622–1788
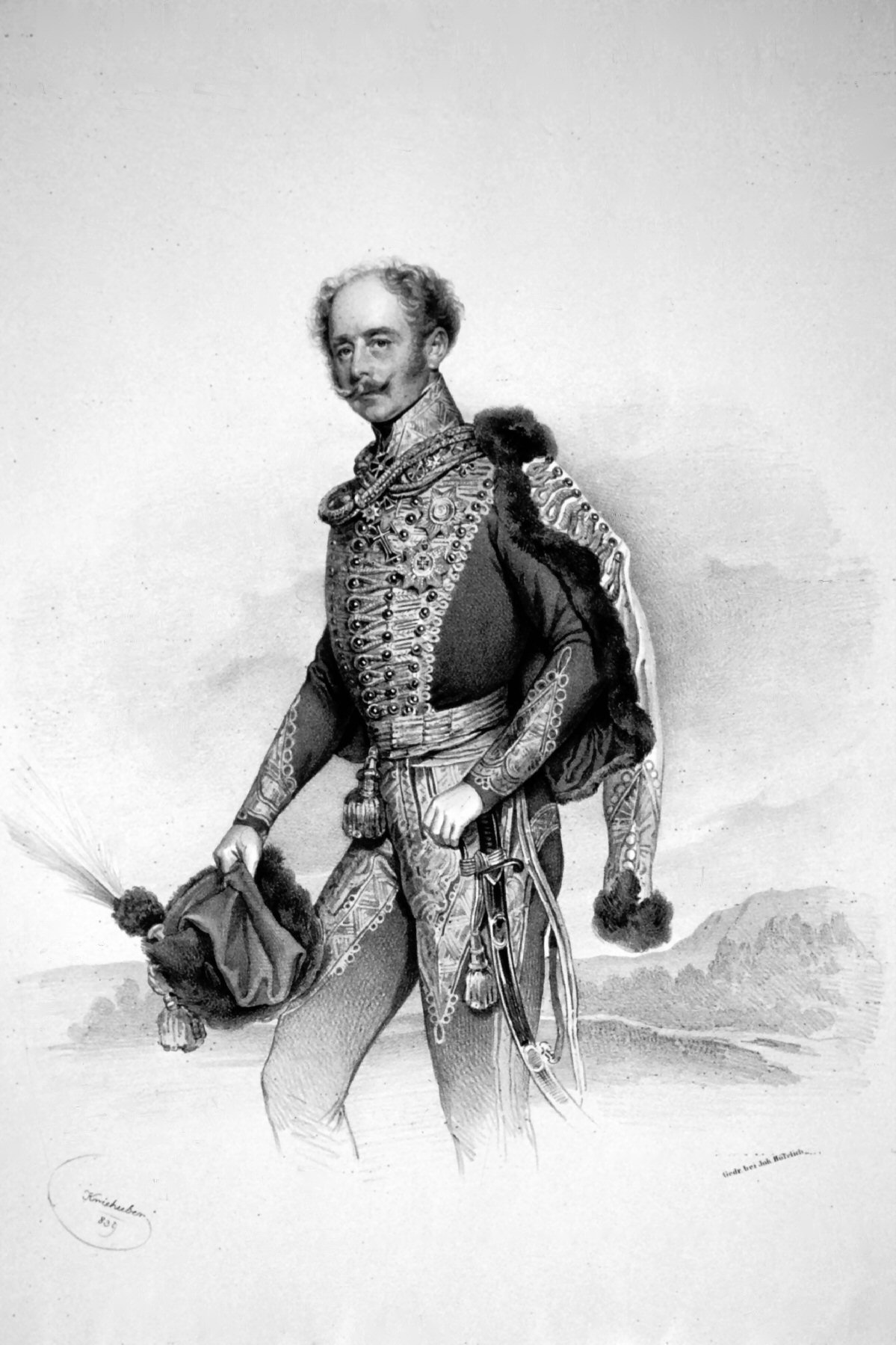
Polní podmaršál Ladislav Bruntálský z Vrbna (1795–1849)
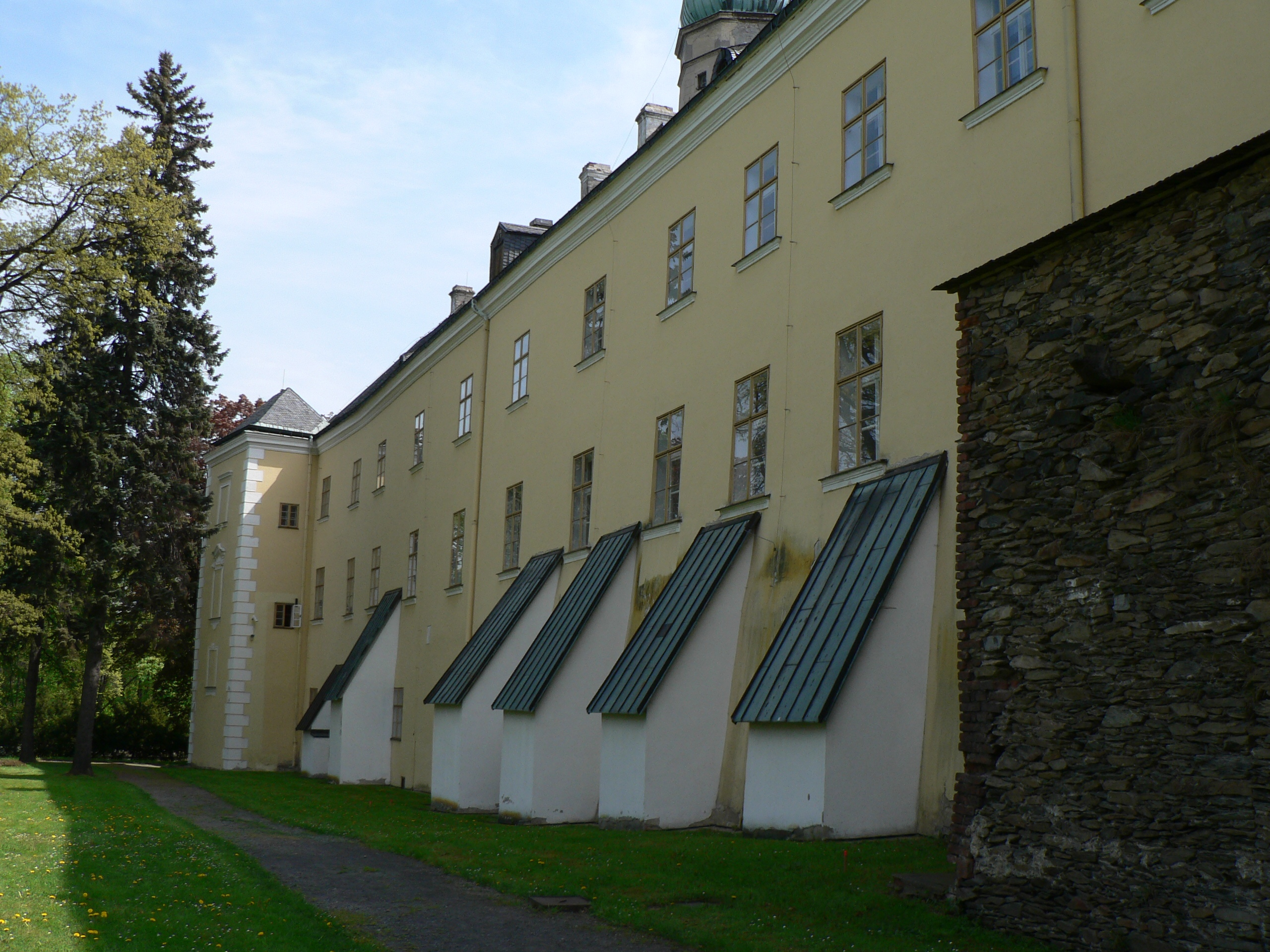
Zámek Bruntál
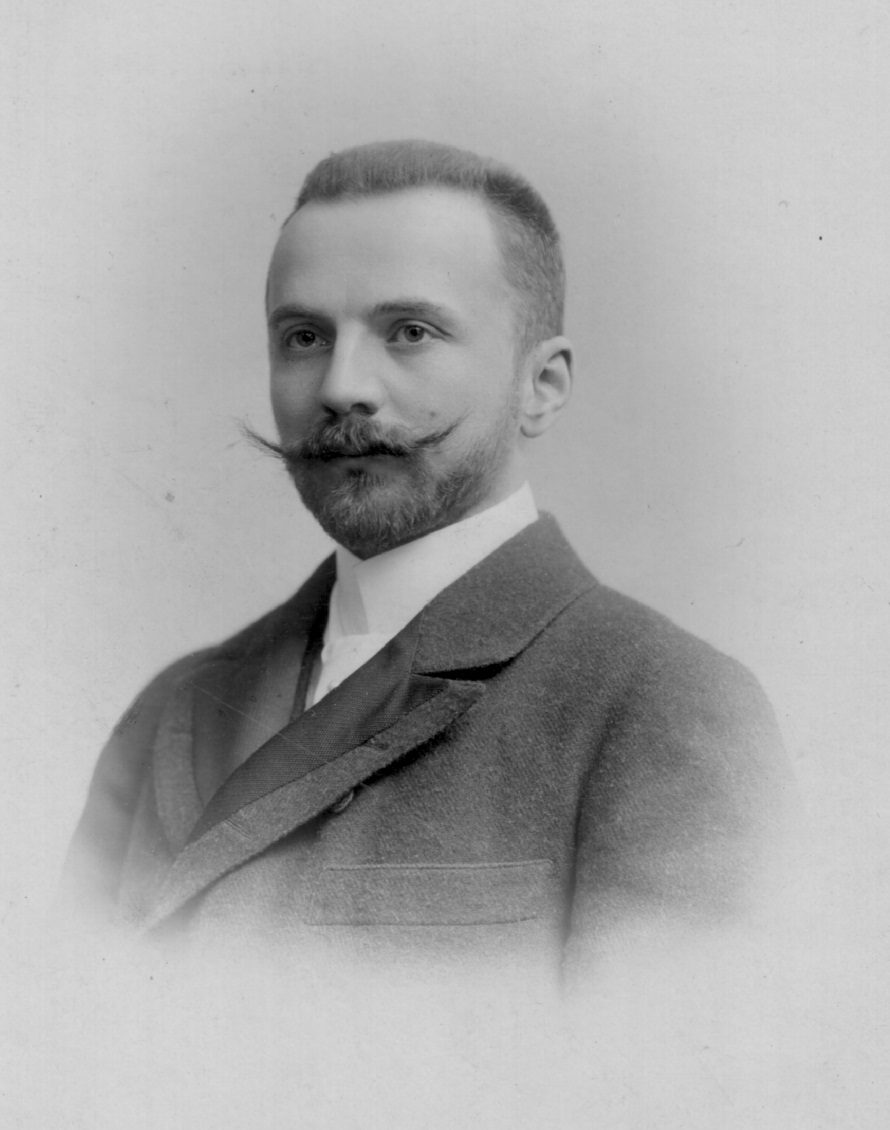
Hrabě Rudolf Kristián z Vrbna-Kounic (1864–1927)
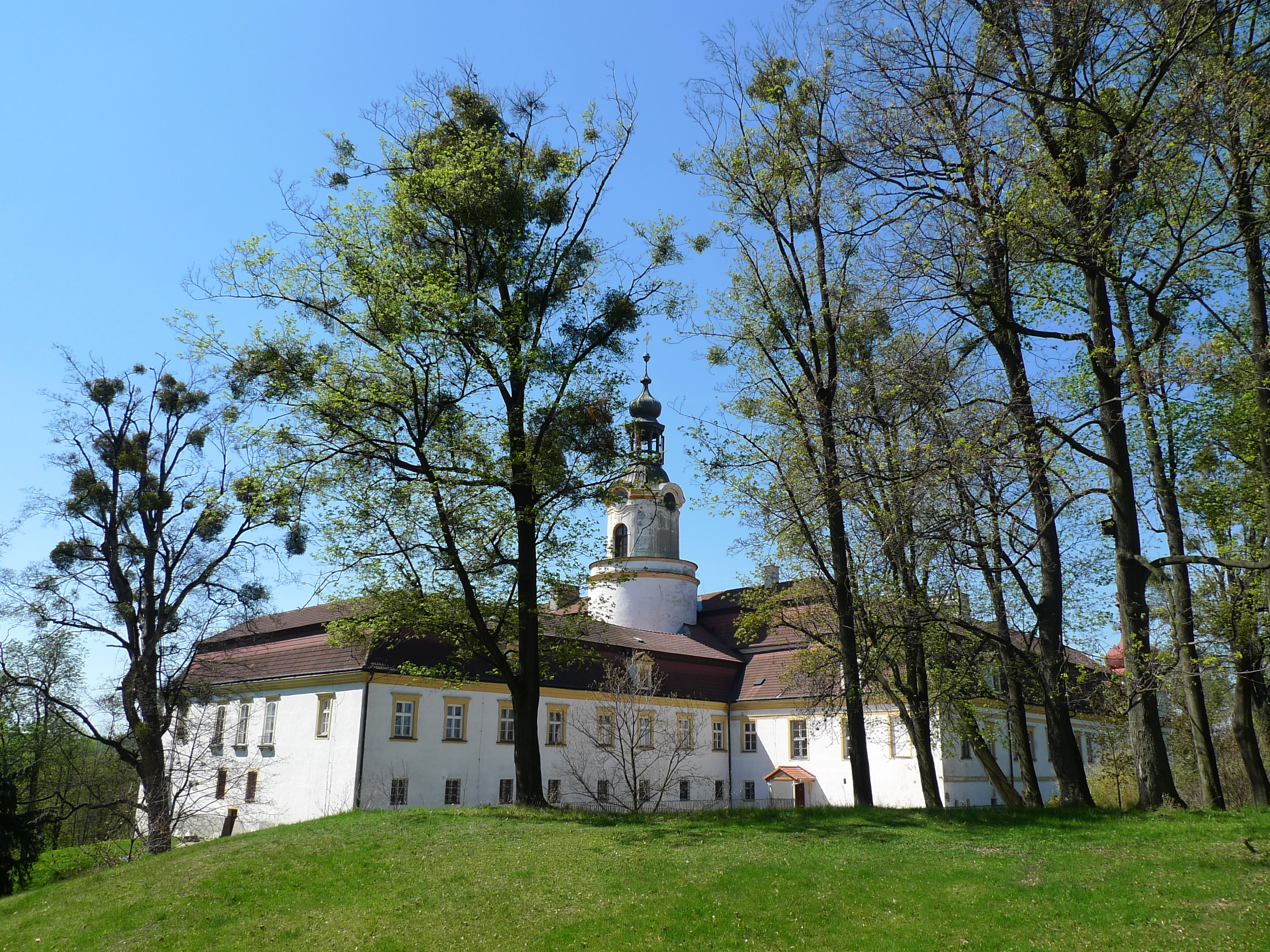
Zámek Velké Heraltice, rodové sídlo ve Slezsku v 17.–19. století

## Erb

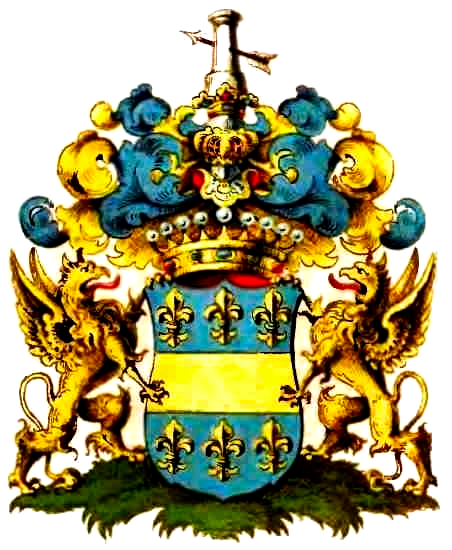
Hraběcí erb pánů z Vrbna

Původním erbem pánů z Vrbna byly tři zlaté lilie v modrém poli, v této podobě je doložen již v roce 1261. Podle rodové pověsti jeden člen ve službách francouzského krále zastřelil římského hejtmana Colonnu, a proto získal do erbu jako klenot prostřelený zlatý sloup (italsky colonna). Přímo do erbovního štítu se dostalo zlaté břevno, které dělilo štít na dvě poloviny, v každé z nich byly původní tři zlaté lilie.